# طلعة

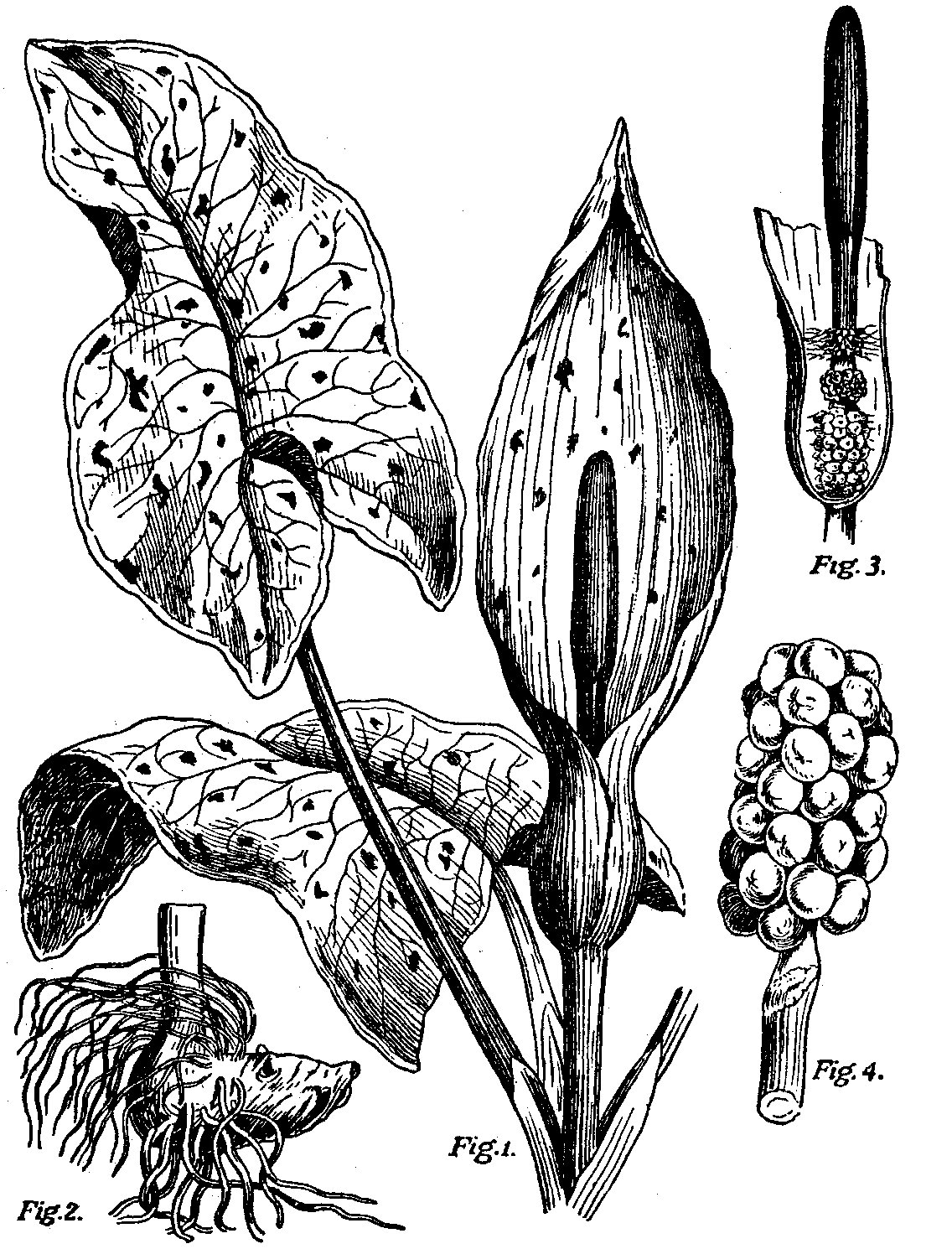
1. أوراق وإزهرار لوف أبقع 2. الجذور، 3. مقطع في الجزء السفلي من الشرعان المفتوح، 4. سنبلة من الثمار - تظهر على التوالي (من الأسفل) أزهار أنثوية، أزهار ذكورية، وأزهار معقمة تشكل حلقة من الشعرات التي تحملها الطلعة.

رسم تخطيطي لـلطلعة

الطَّلْعَة أو الطَّلْع أو الضبَّة أو إغريض أو جذبة في علم النبات هو نوع من الإزهرار أو النورة الزهرية يحتوي على أزهار لاطئة وحيدة الشق صغيرة تُحمل على محور. الطلعات شائعة ونموذجية في أنواع الفصيلة اللوفية: عادة ما تكون الطلعة على قنابة منحنية تشبه الورقة تُسمَّى شرعان أو شرعانة . على سبيل المثال، زهرة أنواع نبات الأنطور هي طلعة نموذجية ذات شرعان كبير ملون.

## معرض الصور

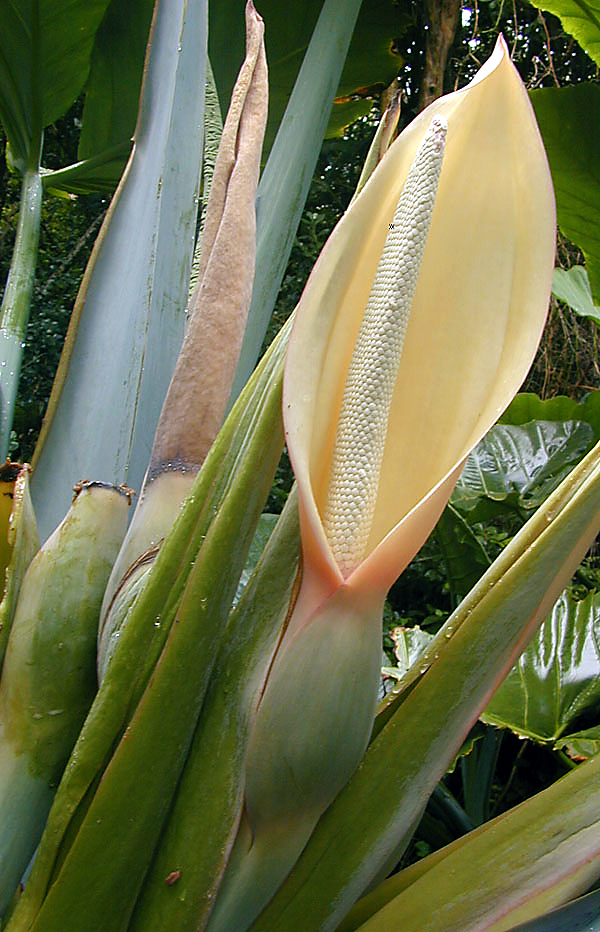
خشيلاء سهمية النصل لها طلعة بيضاء محاطة بشرعان أخضر وردي وكريمي
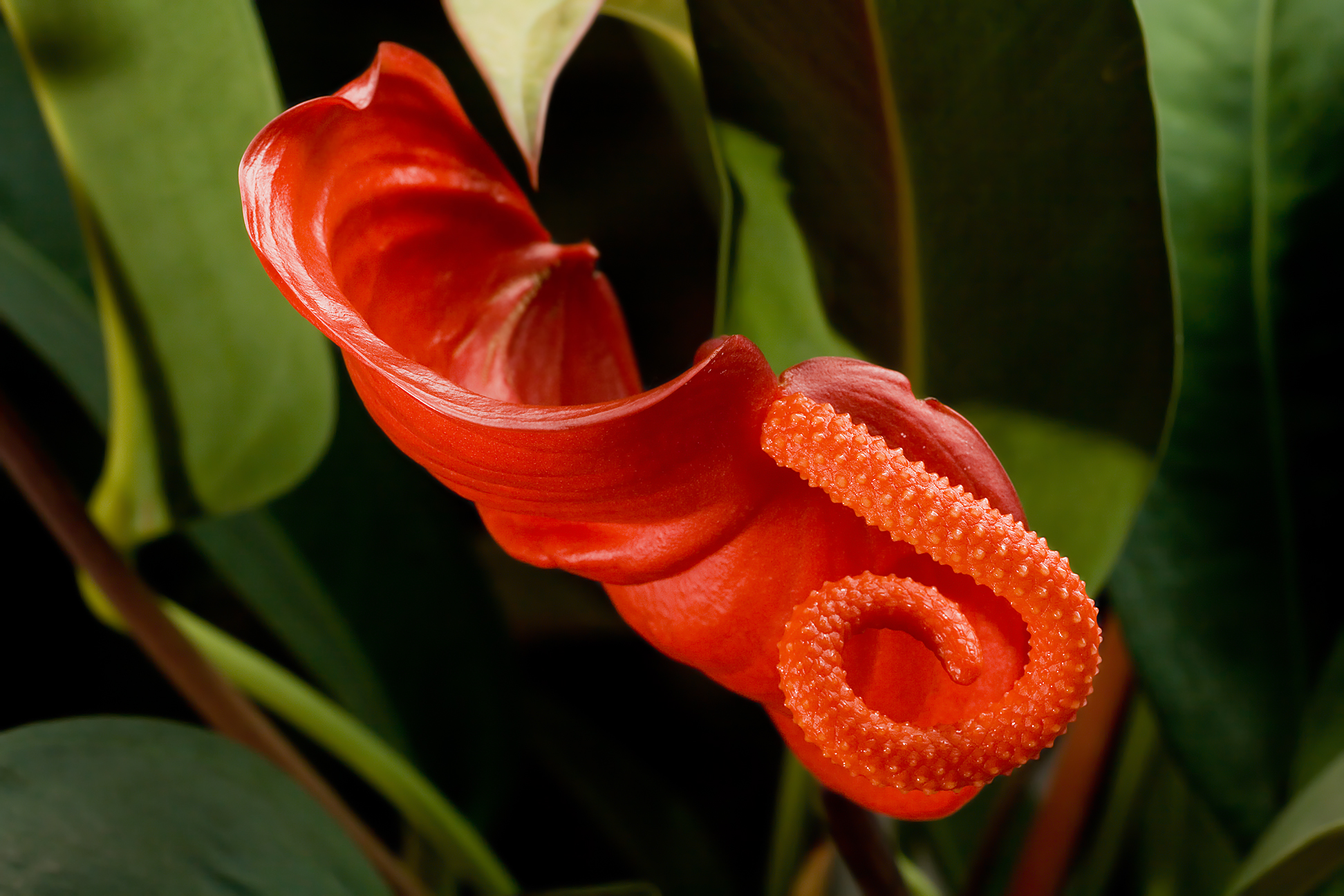
النورة الزهرية للأنطور له شرعان و طلعة
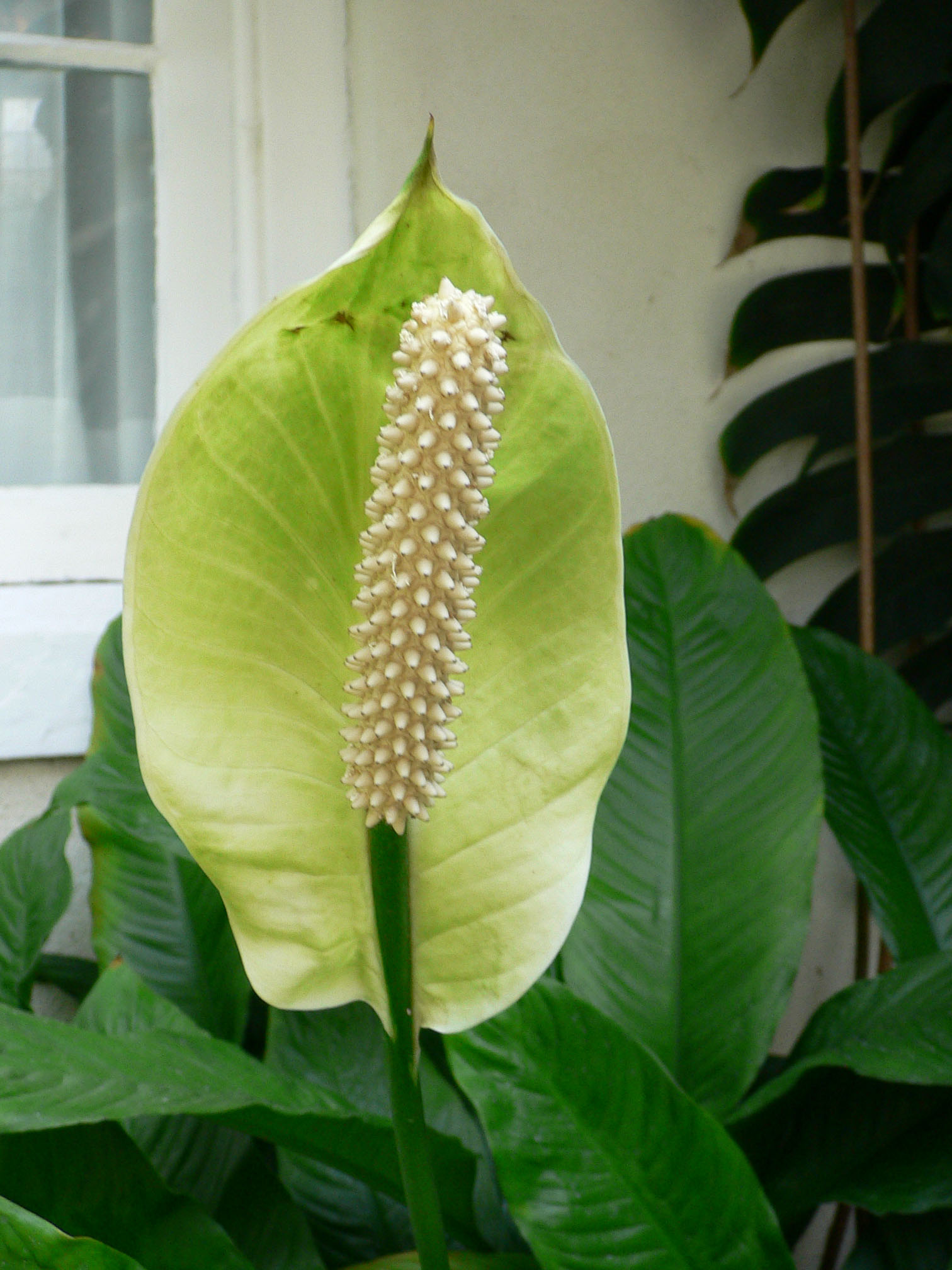
طلعة زنبق السلام من نوع (floribundum)
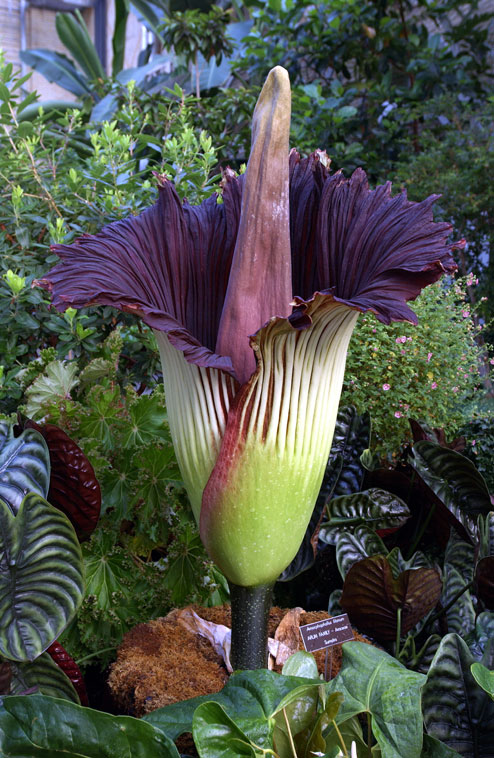
زهرة الجثة لها طلعة في حديقة الولايات المتحدة النباتية
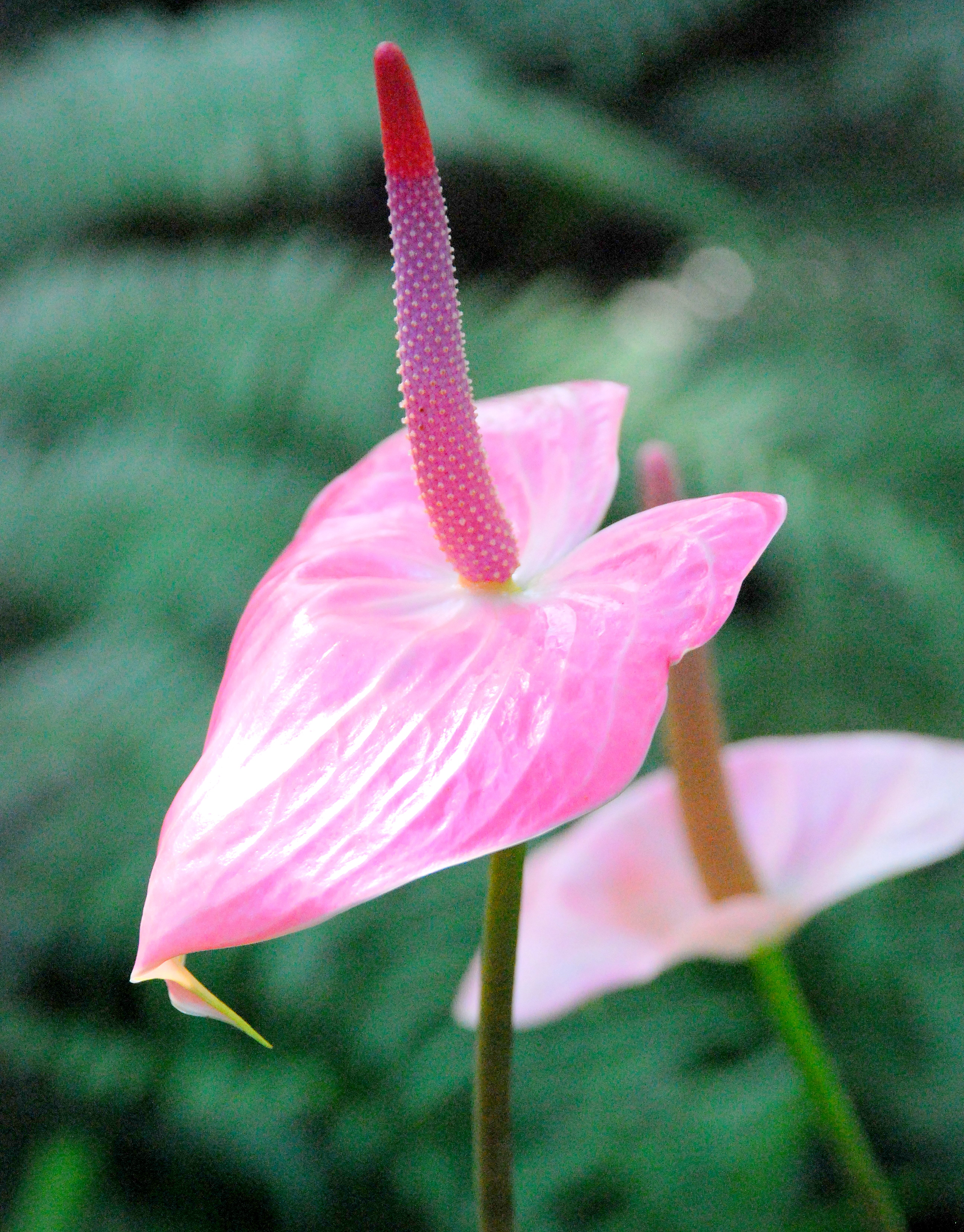
أنطور من نوع andraeanum في الحديقة النباتية بالولايات المتحدة
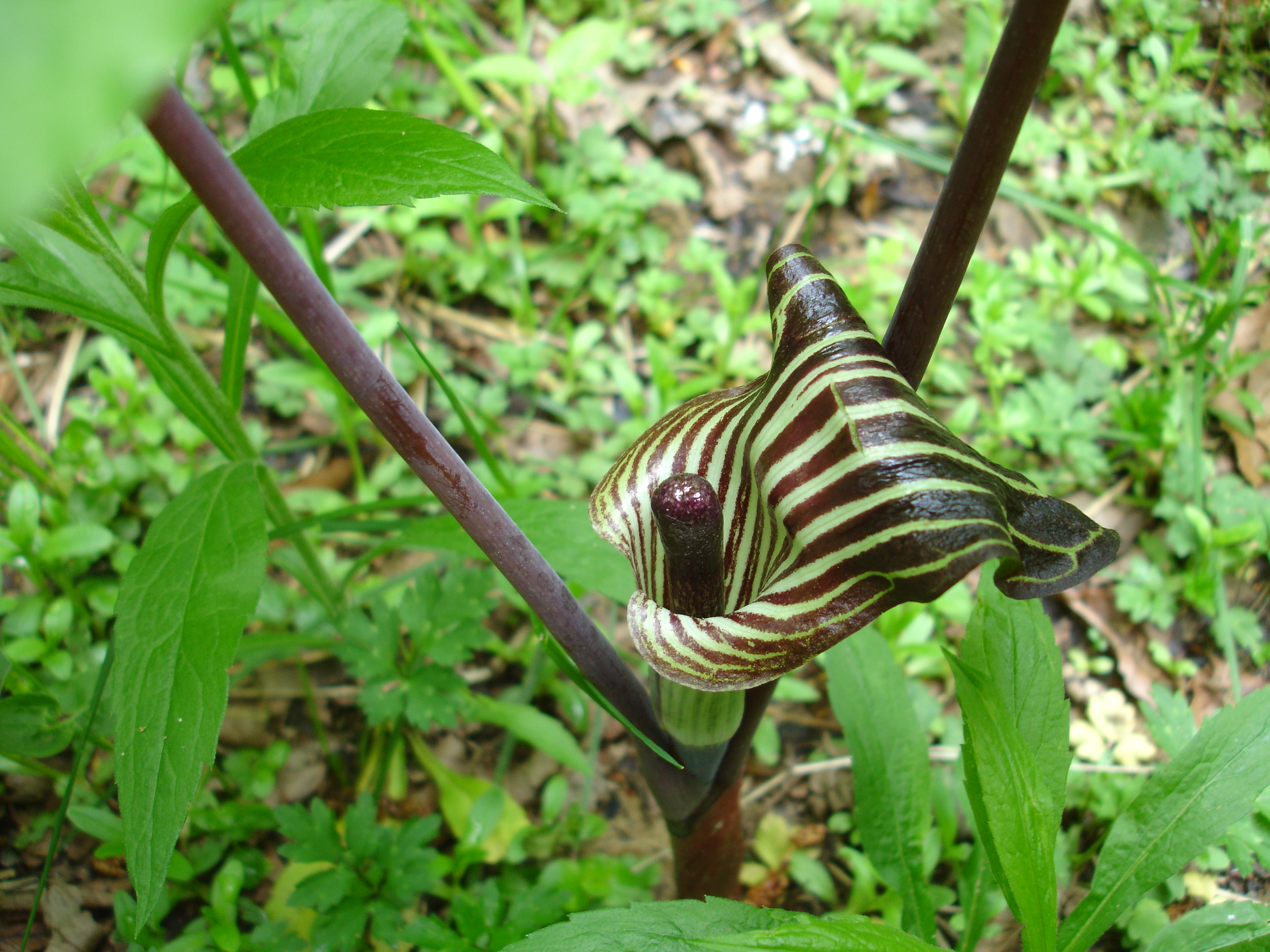
Arisaema triphyllum
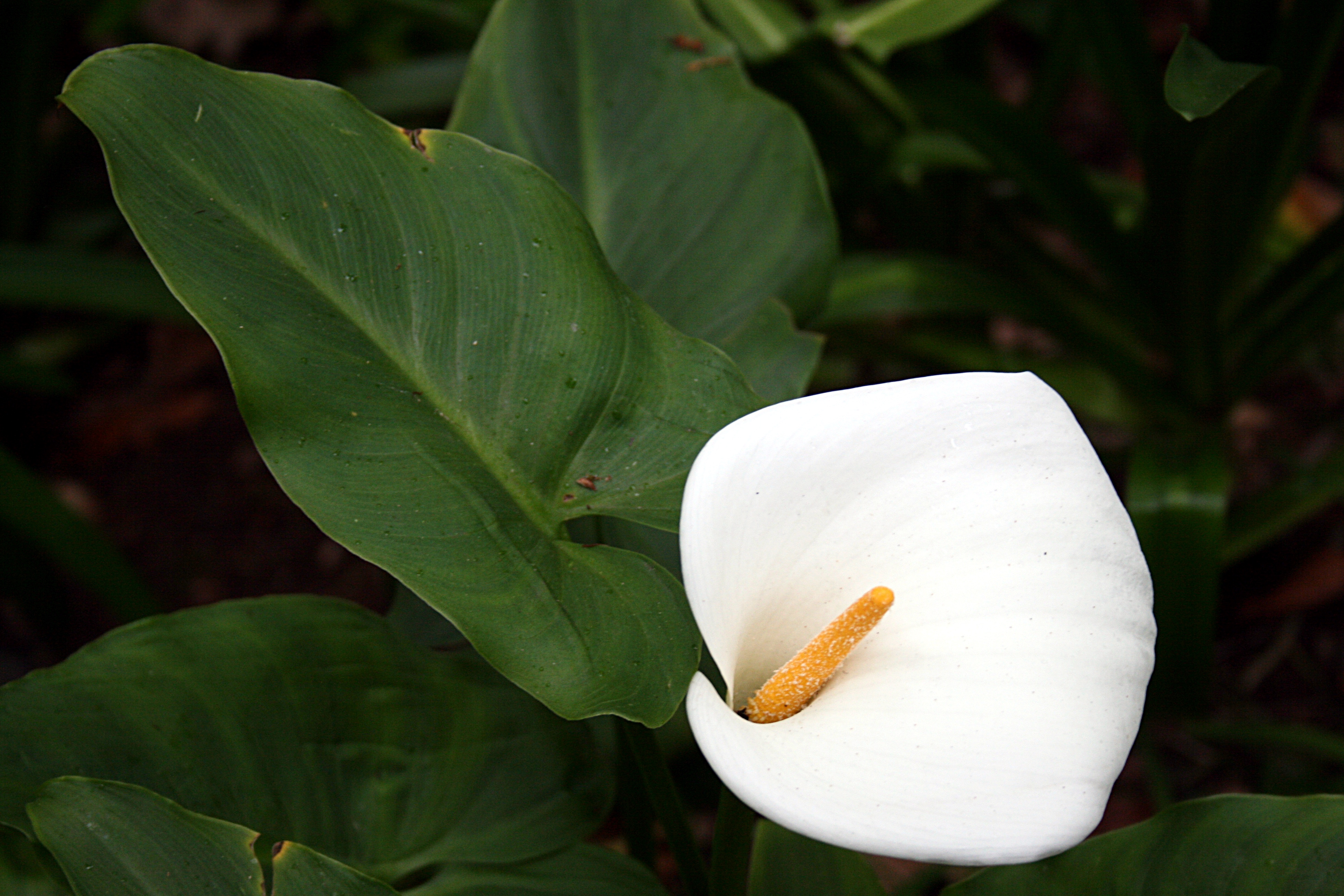
Zantedeschia aethiopica
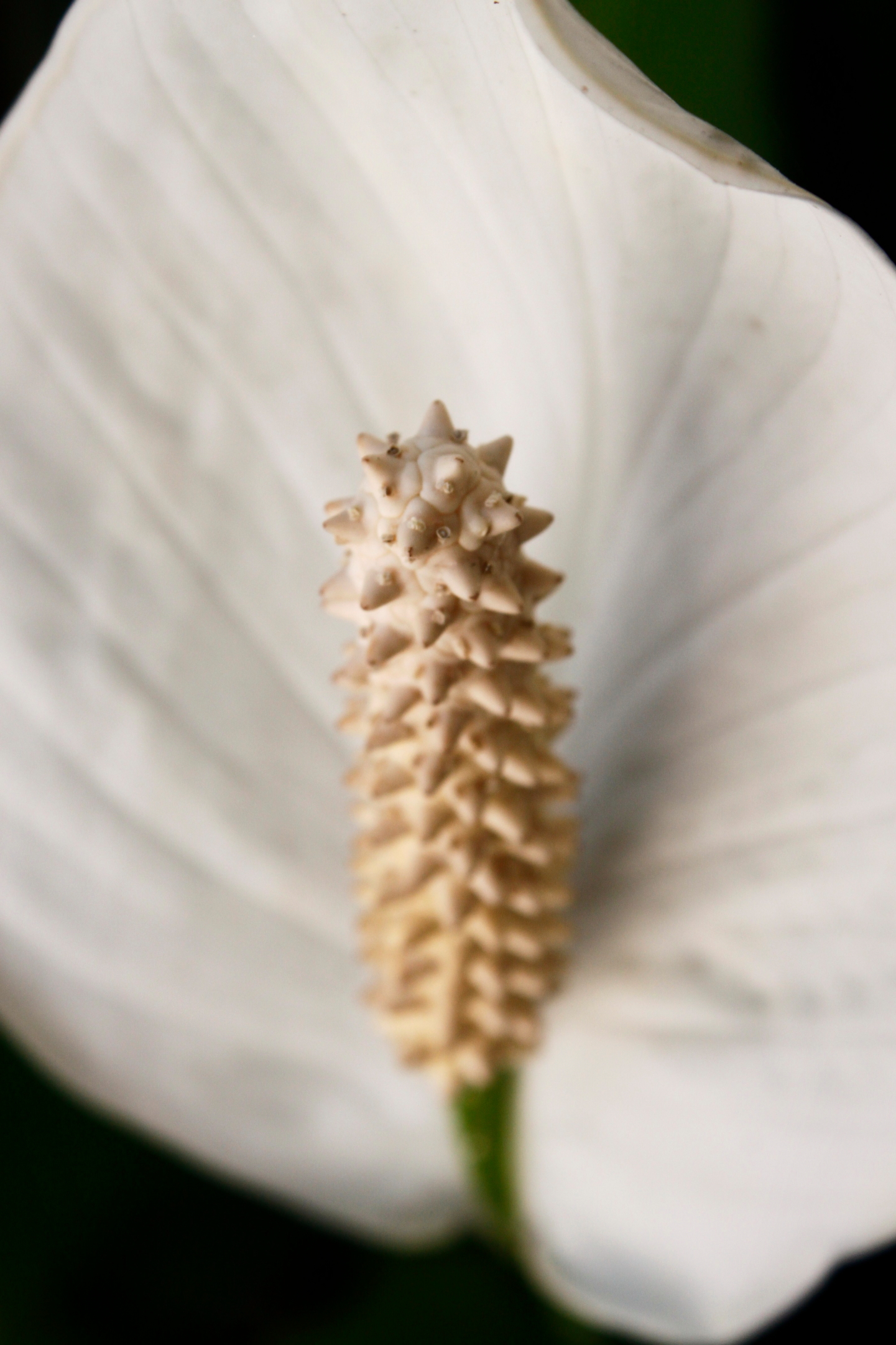
طلعة زنبق السلام في البرازيل
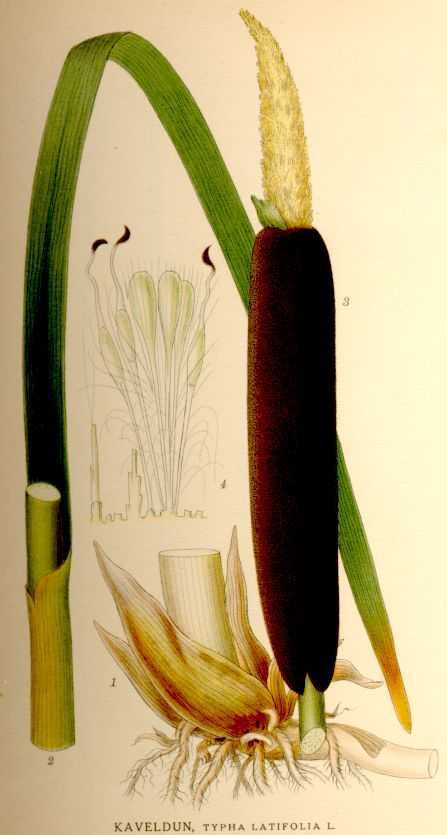
طلعة من بوط عريض الأوراق
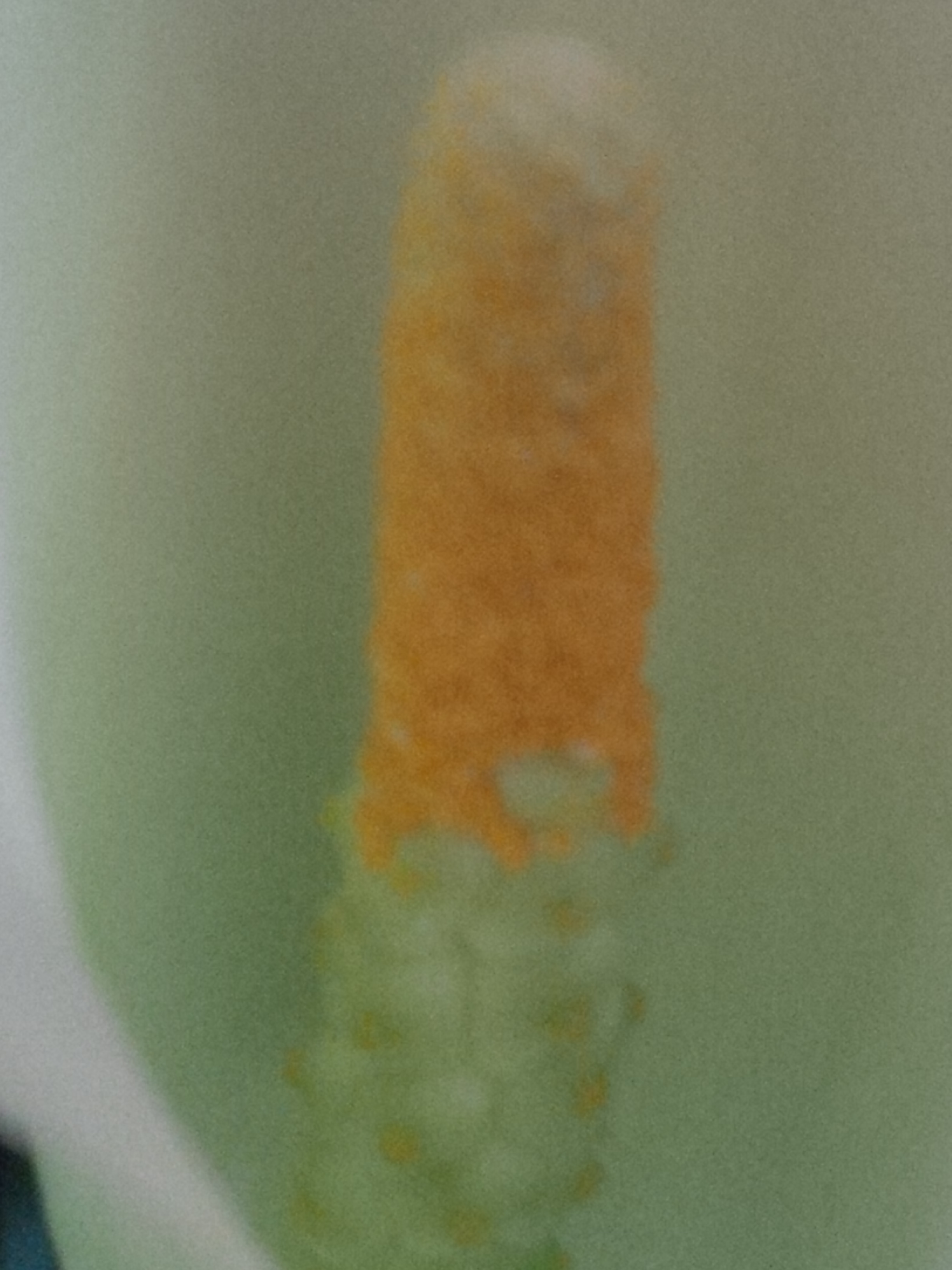
طلعة Zantedeschia elliottiana تظهر أزهار السداة ولها حبوب اللقاح والميسم في الأسفل
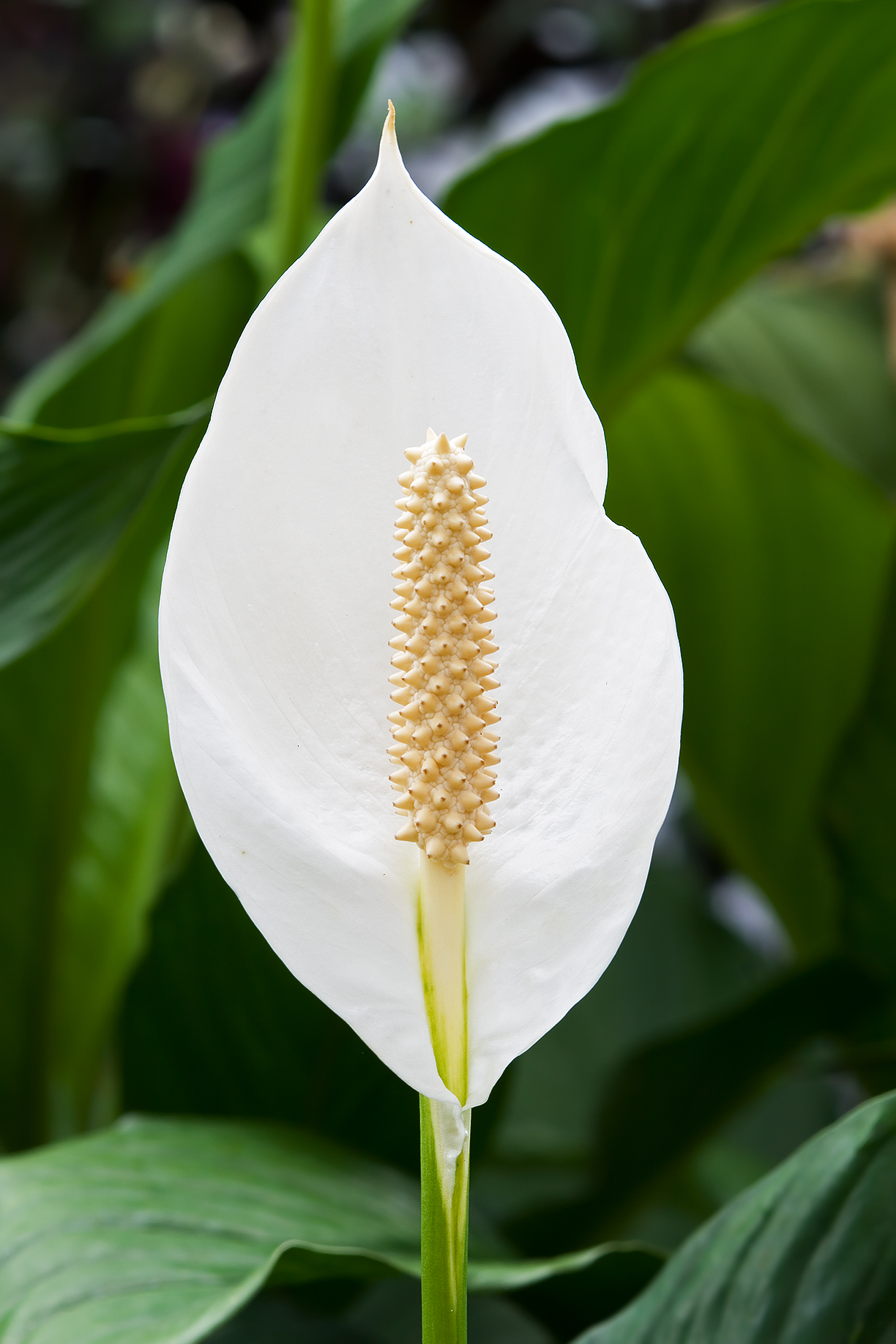
زنبق السلام (Spathiphyllum cochlearispathum) يظهر طلعة وشرعانة
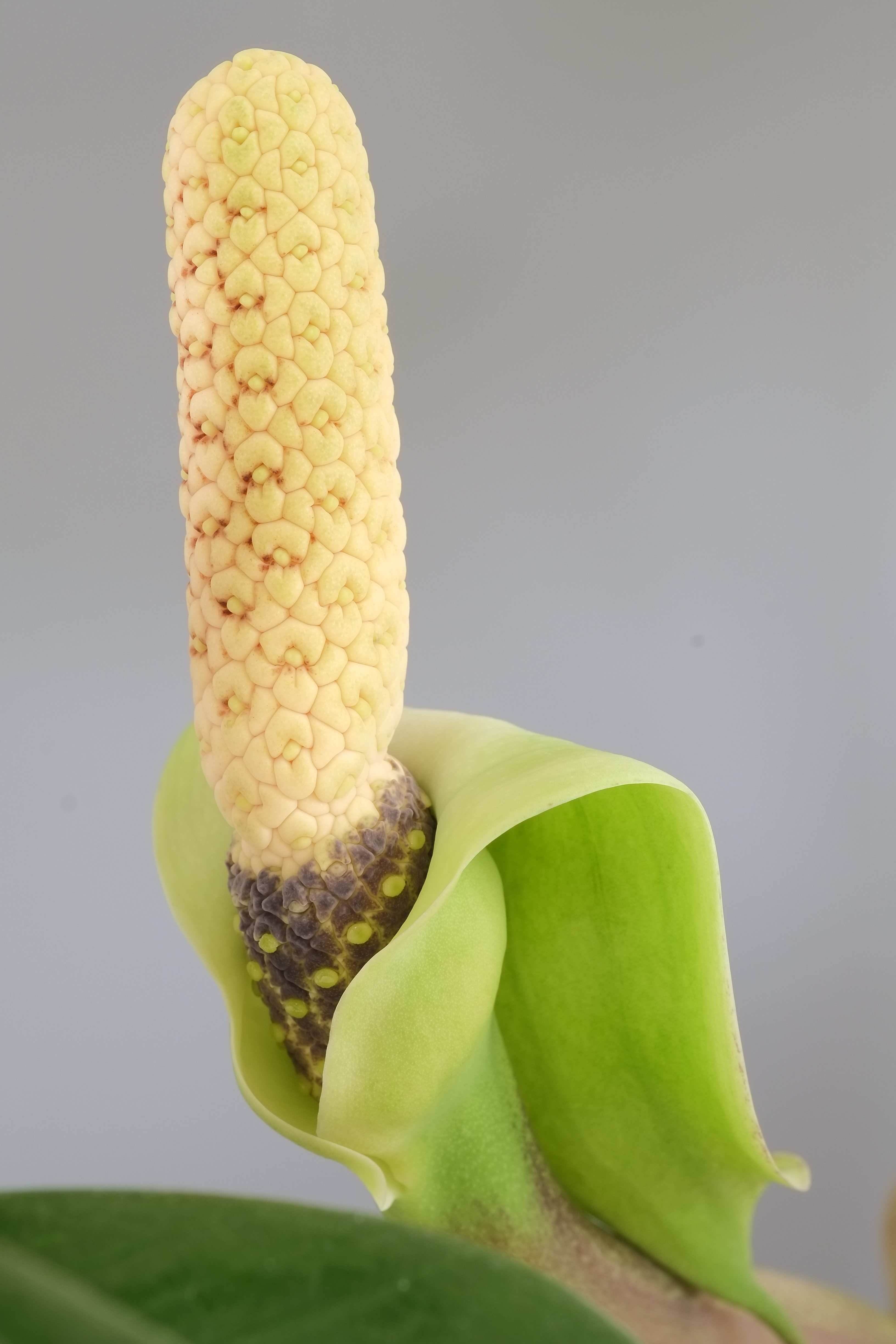
طلعة من نبات Zamioculcas zamiifolia